# Horley, Oxfordshire
Horley är en by och en civil parish i Cherwell i Storbritannien. Den ligger i grevskapet Oxfordshire och riksdelen England, i den södra delen av landet, 110 km nordväst om huvudstaden London. Orten har 336 invånare (2011). Byn nämndes i Domedagsboken (Domesday Book) år 1086, och kallades då Hornelie.